# Изиковски, Алекс
Алекс "Изи" Изиковски (англ. Alex Izykowski; род. 26 января 1984) года в гор. Бей-Сити, штат Мичиган — американский шорт-трекист. Бронзовый призёр Олимпийских игр 2006 года. 2-кратный бронзовый призёр чемпионатов мира. Его сестра Морган Изиковски тоже занималась конькобежным спортом и участвовала в соревнованиях.

## Спортивная карьера
Алекс начал заниматься конькобежным спортом в 11 лет при поддержке его родителей отца Эла и матери Джоанн Изиковски, он также увлекался велогонками на шоссе и в 1998 году был двукратным чемпионом штата Мичиган в шоссейной гонке. Алекс тренировался в Олимпийском тренировочном центре в Колорадо-Спрингс и в 2002 году занял второе место в многоборье на чемпионате США среди юниоров. На своём первом юниорском чемпионате мира по шорт-треку в 2002 году он участвовал только в эстафете и занял с командой 4-е место. Но уже в 2003 году занял 8-е место в многоборье и выиграл серебро эстафеты. Позже он переехал в  Юту В 2005 году на чемпионате мира в Пекине Алекс завоевал бронзу в эстафете вместе с Джорданом Мэлоуном, Аполо Антоном Оно и Шани Дэвисом. И на следующий год вновь выиграл бронзу эстафеты в Миннеаполисе Весь 2007 год из-за травм он пропустил и не участвовал в крупных турнирах.
На Олимпийских играх в Турине Изиковси участвовал на дистанции 1500 метров, где не прошёл четвертьфинал и занял 12-е место. В эстафете квартет американцев с Алексом выиграли бронзу Олимпиады, уступив только сборным Корее и Канады. В сезоне 2006/07 году он участвовал на Кубке мира и на двух этапах выиграл бронзу эстафеты. В марте 2009 года на одной из велотренировок его сбила машина в пригороде Солт-Лейк-Сити, он получил травму головы, сломал нос и зуб. Его поездка на Олимпиаду 2010 года на этом закончилась. В 25 лет он завершил карьеру.

## После спорта
В 2010 году Алекс поступил в Университет штата Юта, а также был ассистентом на различных должностях на Олимпиаде в Ванкувере, через год году ему предложили тренировать спортсменов для Олимпийской программы штата Юта. В 2014 на Олимпийских играх в Сочи также был ассистентом, работал менеджером программы шорт-трека и помощником тренера. В 2016 году он стал тренером женской национальной сборной по шорт-треку.